# Huddunge kyrka
Huddunge kyrka är en kyrkobyggnad som tillhör Huddunge församling i Uppsala stift. Kyrkan ligger i Huddunge i Heby kommun i västra Uppland.

## Kyrkobyggnaden
Nuvarande kyrkobyggnad tillkom vid början av 1800-talet och består av rektangulärt långhus med rakt avslutat kor i öster, kyrktorn i väster och en utbyggd sakristia vid korets östra sida. Byggnaden är uppförd av gråstensblock som är hopfogade med kalkbruk. Väggarna är belagda med puts och genombryts av fem rundbågiga fönster på södra respektive norra långväggen. Långhus och kor täcks av ett valmat sadeltak, även sakristians tak är valmat. Tornet kröns av en flack huv med lanternin. Huvudingången finns vid tornets västra sida. Kyrkan är ett välbevarat exempel på en landsortskyrka i sengustaviansk stil.

### Föregående kyrkor
Två tidigare kyrkor har funnits på platsen. Första kyrkan var troligen en träkyrka, som under senare delen av 1200-talet eller början av 1300-talet ersattes av en stenkyrka. I nuvarande kyrkas sakristia finns en 1700-talsteckning i sepia som visar hur den medeltida stenkyrkan såg ut. Bilden visar en typisk uppländsk gråstenskyrka, med vitkalkade väggar och ett svart spåntak med brant takfall. Västra gaveln har en blindering i form av riksäpplet. Kyrkan hade en rektangulär planform utan markerat kor. Under 1400-talet försågs innertaket med valv. Några belägg för medeltida kalkmålningar har man inte. I kyrkoarkivet finns en räkning från 1641 gällande målningar utförda av Anders målare. Troligen avser räkningen målning av bårder med kyrkliga sentenser och bibelspråk. Medeltidskyrkan var i bruk fram till slutet av 1700-talet, då den dömdes ut och socknen ålades att bygga en ny. När arbetet med den nya kyrkan var påbörjat revs medeltidskyrkan och omvandlades till ruin. Numera är ruinen konserverad och har murar som på vissa ställen är över två meter tjocka.

### Nuvarande kyrka
Nuvarande kyrka uppfördes 1798 - 1800 under ledning av byggmästare Eric Sjöström och efter ritningar av arkitekt Carl Fredrik Adelcrantz. År 1800 kunde kyrkan tas i bruk, men inte förrän 31 maj 1807 invigdes den av biskop Jacob Axelsson Lindblom. Inredningsarbetet av läktare, bänkinredning m.m. drog ut på tiden och slutfördes troligen först 1826. Predikstolen, bänkinredningen och det medeltida triumfkrucifixet hämtades från den gamla kyrkan. 1905 införskaffades nuvarande öppna bänkinredning som ersatte en sluten bänkinredning från år 1800. 1938 inrättades arkivrum och pannrum och en värmeledning för lågtrycksånga installerades. 1939 genomfördes en omfattande restaurering av inredning och inventarier efter förslag av konservator John Österlund. Triumfkrucifixet placerades då på södra korväggen. 1955 genomfördes en renovering efter förslag av arkitekten Martin Westerberg. En grundlig renovering av exteriören genomfördes och invändigt omdisponerades läktaren i samband med att en ny orgel skaffades in. Utrymmet under läktaren inreddes till brudkammare, samlingsrum, kapprum och vestibul. 1957 installerades ett elektriskt uppvärmningssystem. 1967 genomgick exteriören ännu en renovering.

## Inventarier
- Predikstolen i renässansstil är troligen från 1600-talet. 1705 moderniserades predikstolen med halvskulpturer som föreställde jungfru Maria och de fyra evangelisterna. Ommålningar genomfördes 1826 och 1843. Vid senare tillfället tillkom en ny trappdel. 1939 avlägsnades halvskulpturerna och ursprunglig målning med blomsterurnor i de fem rektangulära fälten återställdes. Halvskulpturerna är numera sammanställda till en avlång tavla. Mariaskulpturen är troligen från medeltiden, men ommålad på 1700-talet för att passa ihop med evangelistskulpturerna.
- Nuvarande dopfunt är anskaffad 1950 och tillverkad av AB Libraria i Stockholm. Funten är tillverkad av gotlandssten och bär texten "låten barnen komma till mig" uthuggen i relief.
- Ett medeltida triumfkrucifix i kroppsstorlek härstammar från den gamla kyrkan. I nya kyrkan placerades krucifixet först på läktaren och gömdes senare undan i en skräpkammare i tornet. 1939 konserverades krucifixet av konservator John Österlund och hängdes därefter upp på korets södra vägg. Triumfkrucifixet har ett kors av furu och en Kristusfigur av ek vars fötter är fastsatta vid korset med endast en spik. Krucifixet är kyrkans äldsta inventarium.
- Två nummertavlor med förgyllda ramar är inköpta 1844.
- Altartavlan är målad 1905 av Karl Sjöström och har motivet "Guds ljus i mörkret".
- Ett snidat träkrucifix, som står framför altartavlan, är utfört av Anders Gustaf Nordström.
- Kyrksilvret består av bland annat en oblatask tillverkad år 1702 av Johan Bress i Stockholm, en vinkanna tillverkad 1730 av Bengt Collin som var ålderman och rådman i Uppsala. Nattvardskärl och paten är tillverkade 1807 av Gustaf Elfström i Sala. Ett sockenbudstyg är tillverkat 1780 Carl Nilsson Fahlberg i Uppsala.
- En brudkrona, av gammalt ursprung, är omnämnd redan år 1688 och är omarbetad år 1844 av Sven Petter Dahlgren i Uppsala. Brudkronan är av förgyllt silver och dess nedre kronring är prydd med tio folierade olikfärgade rosenstenar. På övre kronringen finns fem gjutna änglahuvuden.
- I tornet hänger två kyrkklockor. Storklockan är tillverkad år 1589 och är omgjuten år 1729. Lillklockan är skänkt till kyrkan år 1807 och upphängd år 1808. En äldre lillklocka som göts år 1680 såldes år 1830 för man behövde pengar till en orgel.

### Orgel
- 1839 byggde Pehr Gullbergson, Lillkyrka en orgel med 10 stämmor, en manual och bihangspedal. Orgeln finns idag bevarad bakom den nuvarande läktarorgeln. Orgeln var 1990 ospelbar. Orgeln restaurerades 2017-2018 av orgelbyggaren James Collier.

| Manual C-f3        | Bihangspedal |
| ------------------ | ------------ |
| Borduna 16' B/D    |              |
| Principal 8'       |              |
| Dubbelfleut 8'     |              |
| Fugara 8 B/D       |              |
| Fleut d'Amour 8' D |              |
| Oktava 4'          |              |
| Fleut 4'           |              |
| Qvinta 3'          |              |
| Oktava 2'          |              |
| Trumpet 8' B/D     |              |

- Den nuvarande orgeln byggdes 1956 av Th Frobenius & Co, Kongens Lyngby, Danmark. Orgeln är mekanisk och har slejflådor. Fasaden är samtida med orgeln. Tonomfånget är på 56/30. De finns handmanövrerade luckor för bröstverket.

| Huvudverk I      | Bröstverk II   | Pedal           | Koppel |
| Principal 8'     | Gedackt 8'     | Subbas 16´      | I/P    |
| Rörflöjt 8'      | Rörflöjt 4'    | Principal 8'    | II/P   |
| Oktava 4'        | Principal 2'   | Nachthorn 4'    | II/I   |
| Gemshorn 4'      | Koppelflöjt 2' | Rauschkvint III |        |
| Oktava 2'        | Kvint 1 1⁄3'   | Fagott 16'      |        |
| Mixtur IV 1 1⁄3' | Scharf III     | Skalmeja 4'     |        |
| Trumpet 8'       | Krumhorn 8'    |                 |        |
|                  | Tremulant      |                 |        |

## Bildgalleri

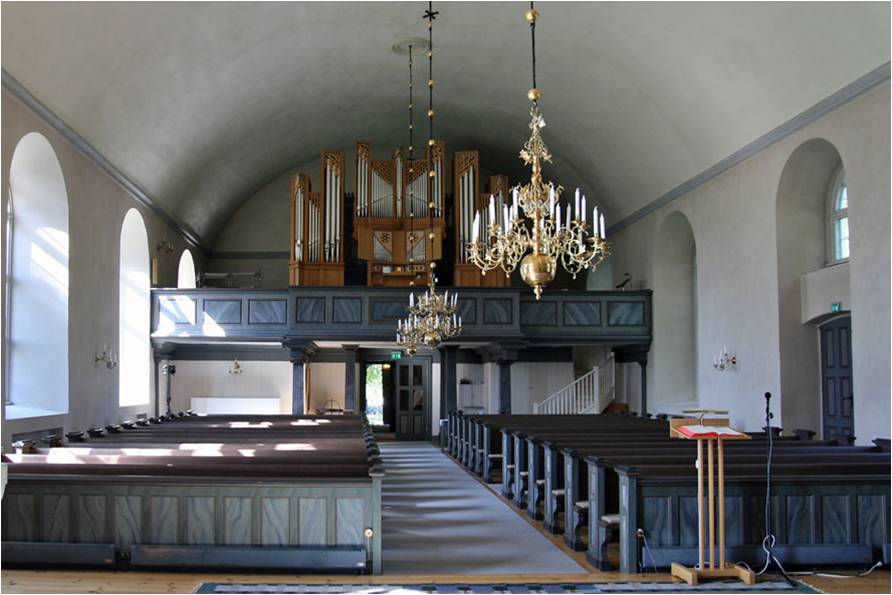
Kyrkorum mot väster
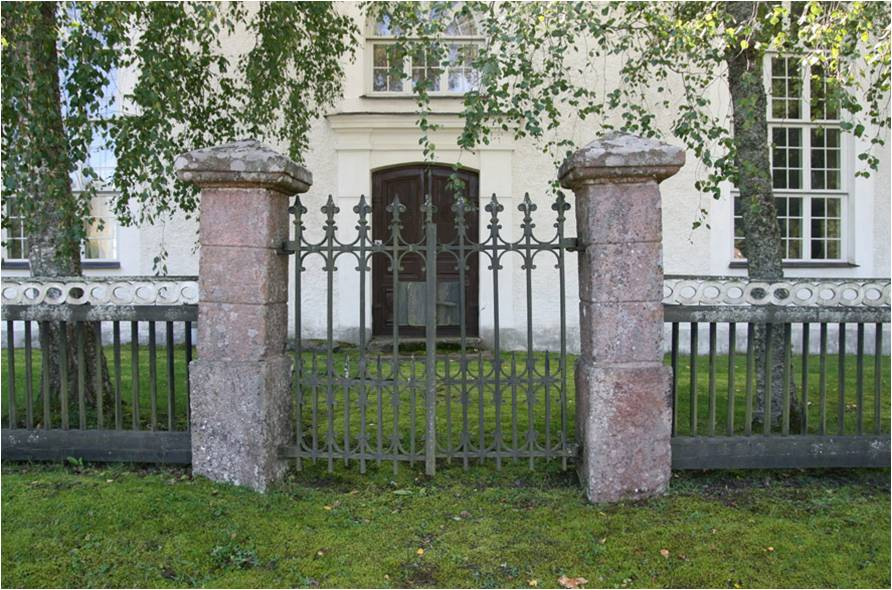
Trästaket norr om kyrkan
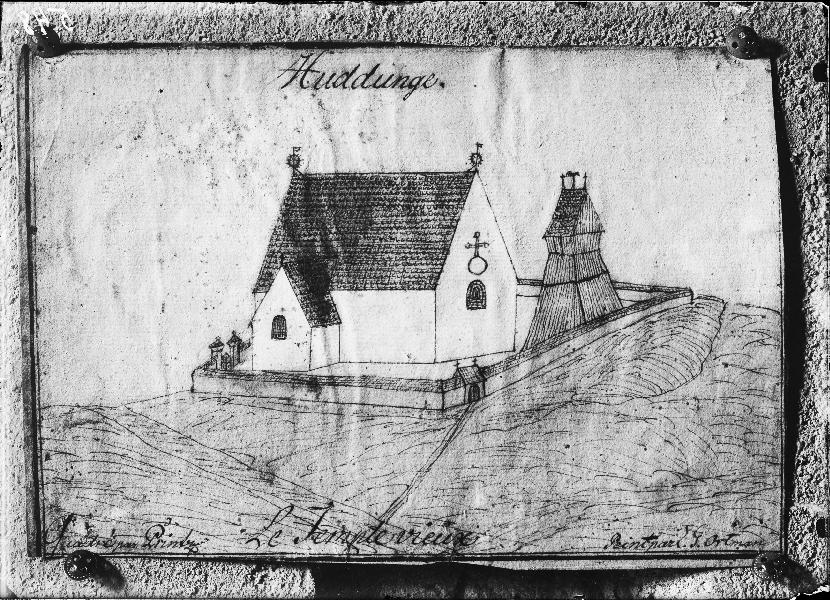
Teckning över gamla kyrkan
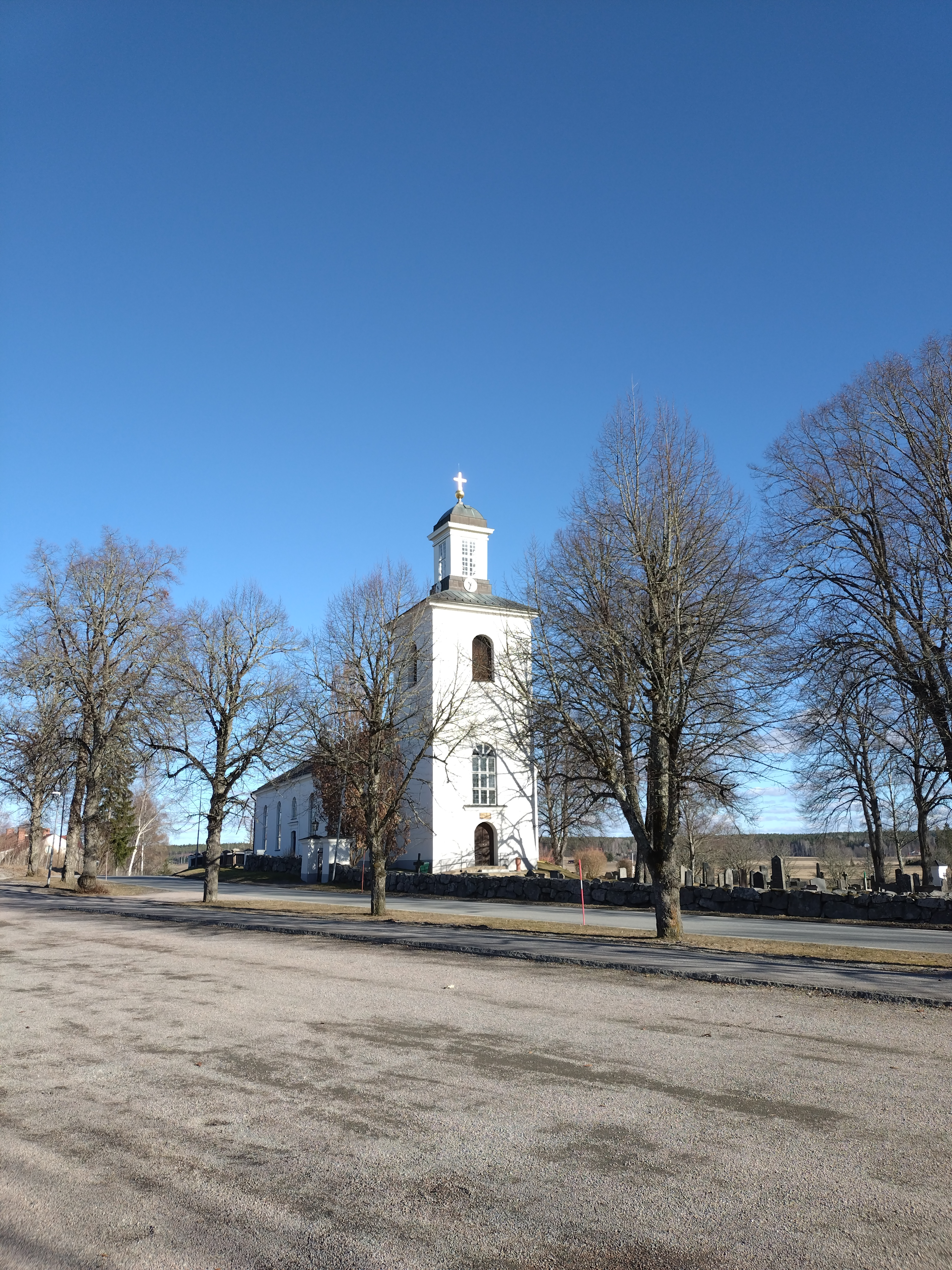
Huddunge kyrka, västra fasaden, mars 2025.
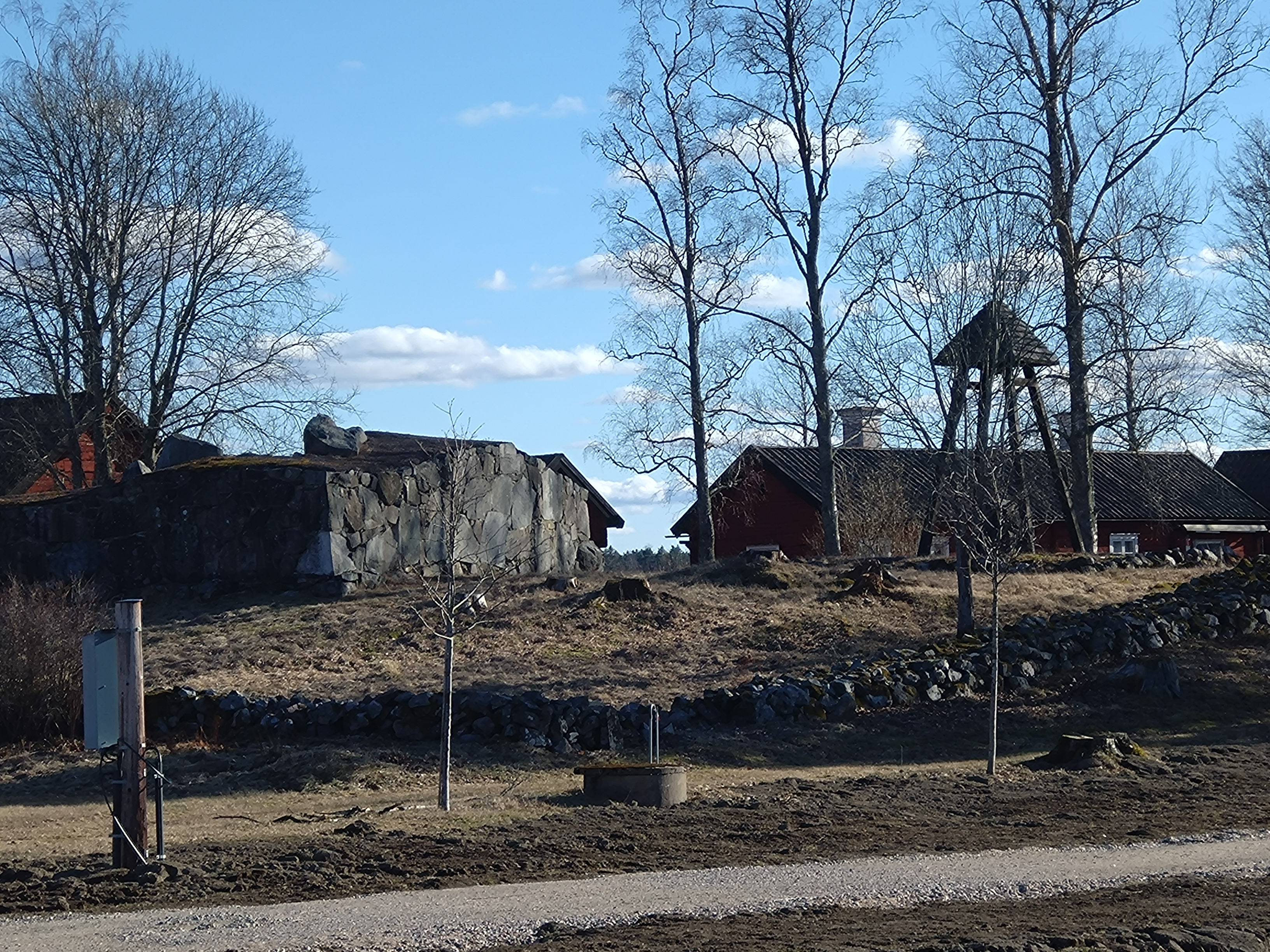
Huddunge kyrkoruin med klockstapel, mars 2025.

### Webbkällor
- byggnadspresentation